# Westendhall (facción)

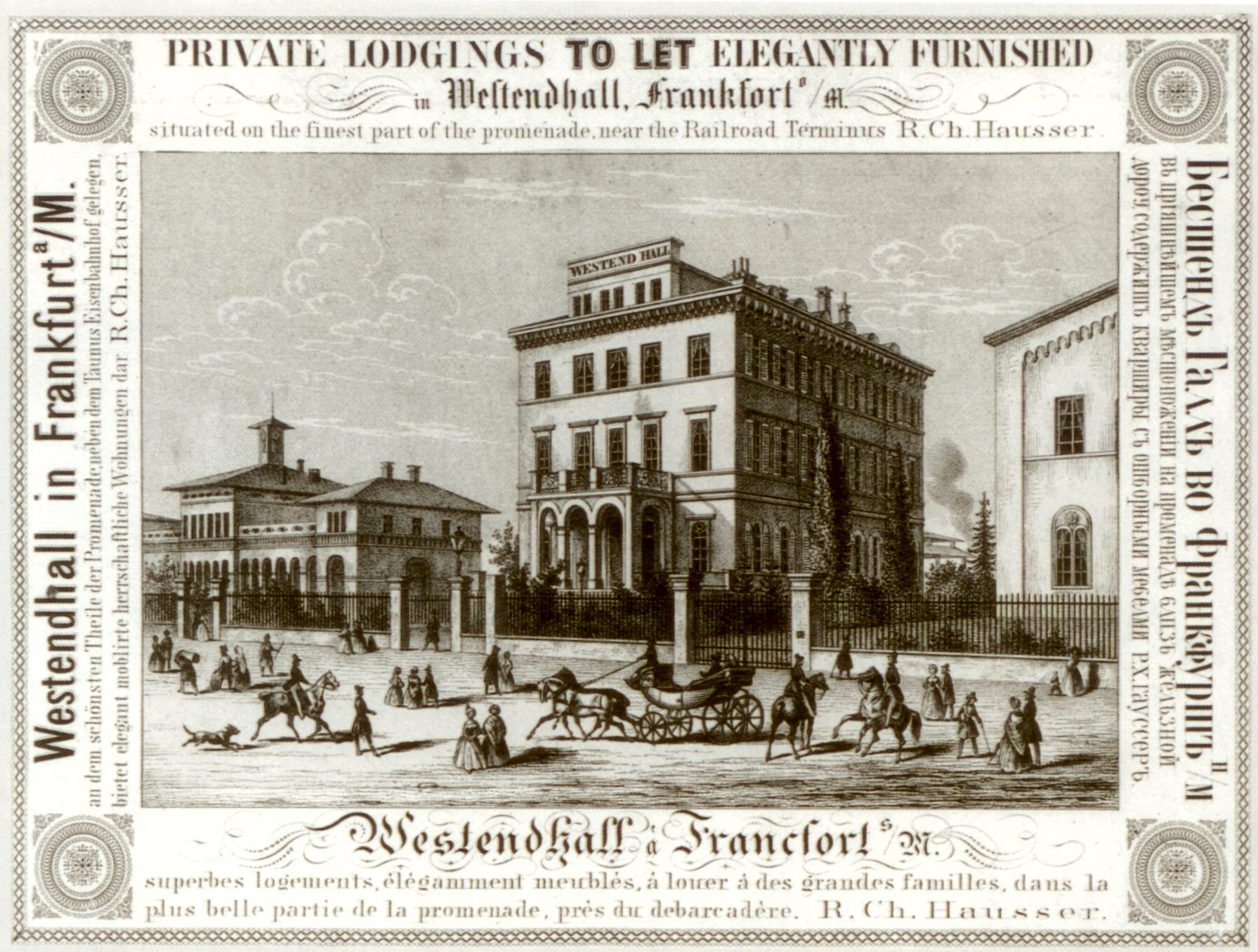
Hotel Westendhall, 1853

Westendhall era el nombre de una facción política de la izquierda moderada en la Asamblea Nacional de Fráncfort que existió desde agosto de 1848. Esta era una facción separada del Württemberger Hof y el Deutscher Hof.

## Nombre y cargos políticos
Como ocurre con la mayoría de los grupos parlamentarios de la Asamblea Nacional, el nombre hace referencia al lugar de reunión habitual de los miembros de los grupos parlamentarios en Fráncfort del Meno. El Hotel Westendhall estaba en Taunusanlage entre Taunusbahnhof y Main-Weser-Bahnhof.
La facción Westendhall era una escisión moderada de la facción izquierdista y democrática Deutscher Hof y la facción liberal de izquierda Württemberger Hof. Llamados burlonamente por la izquierda como “izquierdistas de frac”, la facción apoyó la Constitución Imperial, pero se opuso a un acuerdo sobre la misma con los estados federales alemanes. Aunque la facción en realidad apoyó una forma de gobierno republicana, estuvo parcialmente de acuerdo con la posición de Casino para obtener una mayoría para una forma de gobierno y apoyó a los emperadores hereditarios en el voto decisivo.

## Miembros
Heinrich Simon fue considerado el jefe principal de la facción de Westendhall, otros políticos conocidos fueron Gottlob Friedrich Federer, Wilhelm Heinrich Murschel, Franz Raveaux, Adolph Gottlieb Ferdinand Schoder, Jodocus Temme, Friedrich Wilhelm Schulz y Friedrich Theodor Vischer.